# Comunità Montana del Fortore
Die Comunità Montana del Fortore ist eine Vereinigung aus zwölf Gemeinden in der italienischen Provinz Benevento in der Region Kampanien.
Das Gebiet der Comunità Montana Titerno e Alto Tammaro umfasst die Gemeinden beiderseits des Flusses Fortore und hat eine Ausdehnung von 300 km².
In den zwölfköpfigen Rat der Comunità entsenden die Gemeinderäte der beteiligten Kommunen je ein Mitglied.

## Mitglieder
Die Comunità umfasst folgende Gemeinden:
| - Apice - Baselice - Buonalbergo - Castelfranco in Miscano - Castelvetere in Val Fortore - Foiano di Val Fortore | - Ginestra degli Schiavoni - Molinara - Montefalcone di Val Fortore - San Bartolomeo in Galdo - San Giorgio La Molara - San Marco dei Cavoti |